# Palais national de Sintra

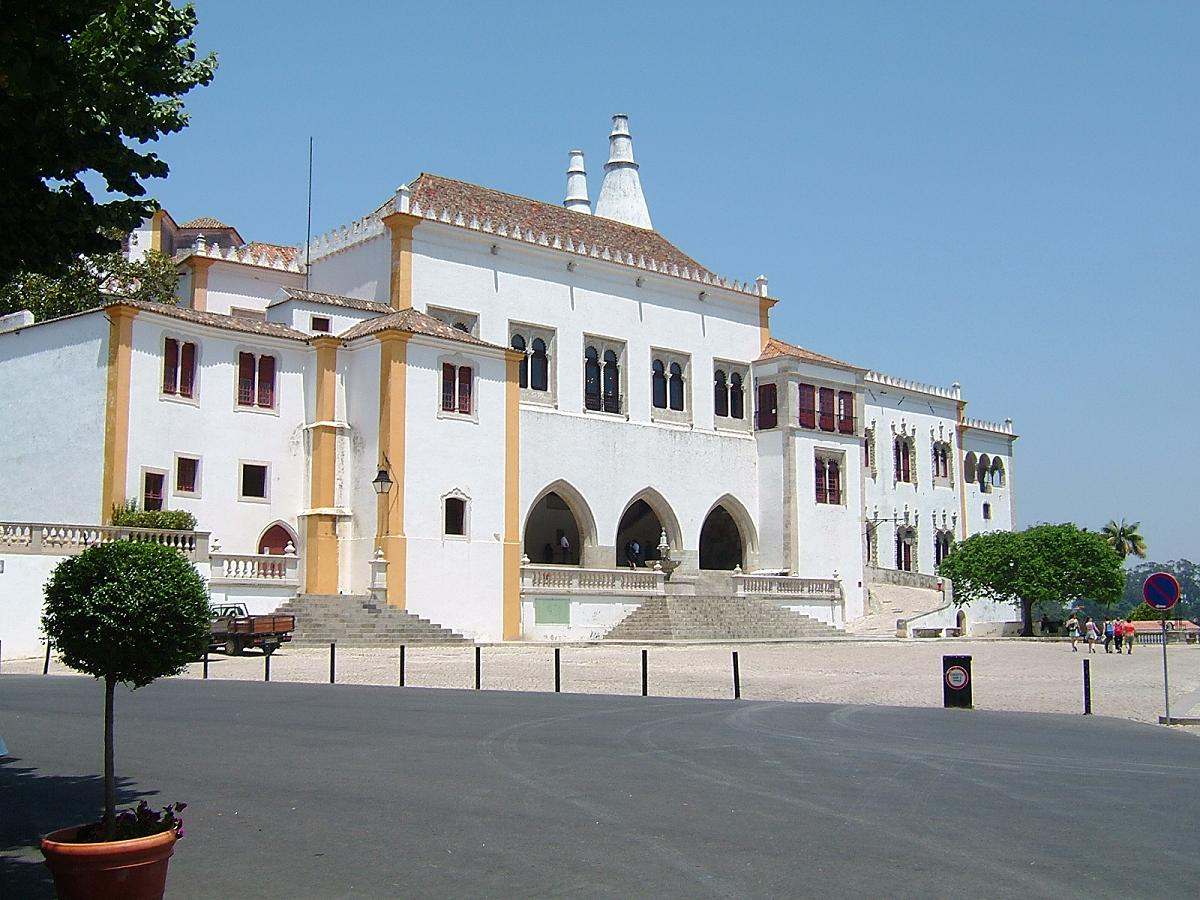
Palais national de Sintra

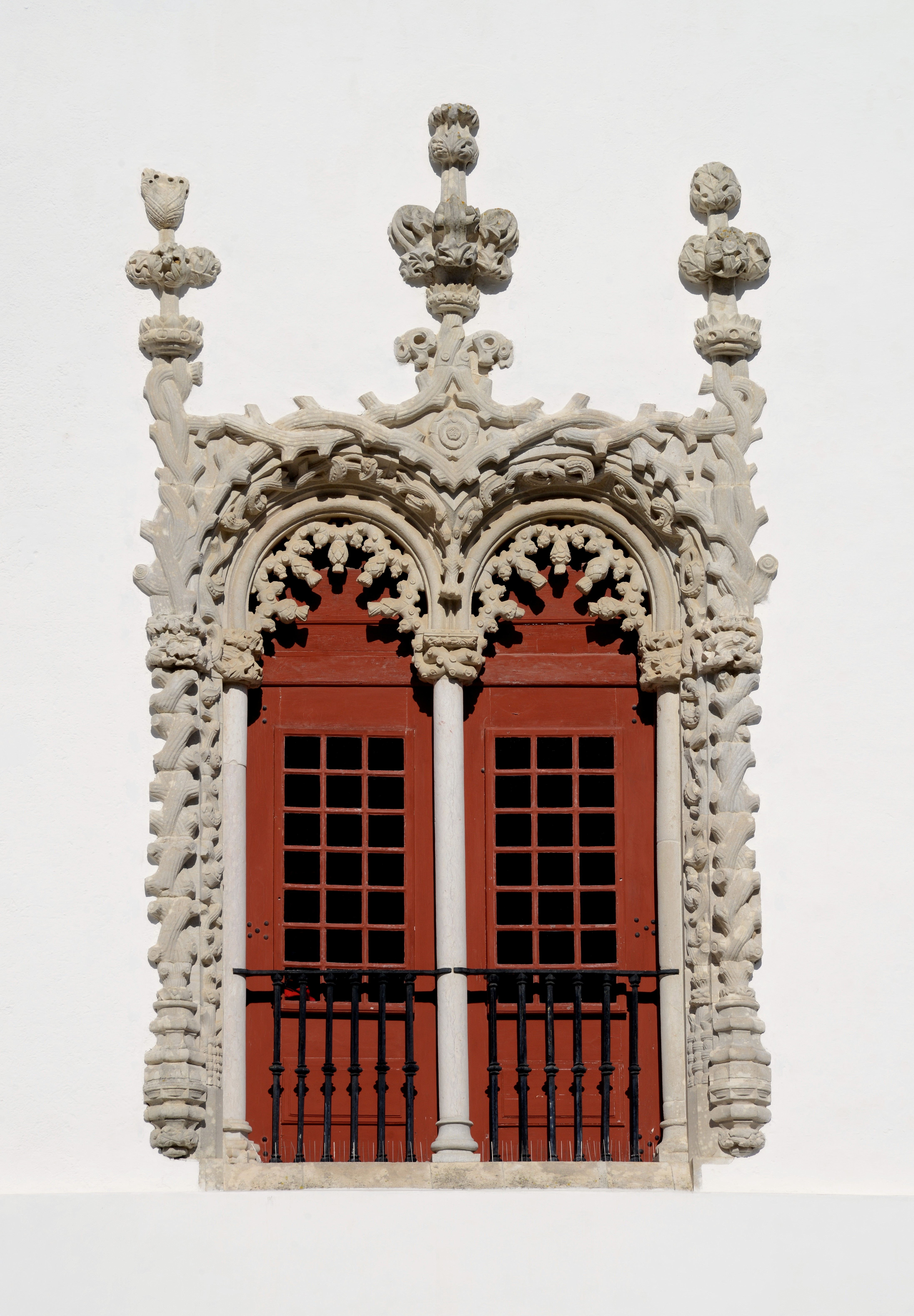
Fenêtre du palais, de style manuelin.

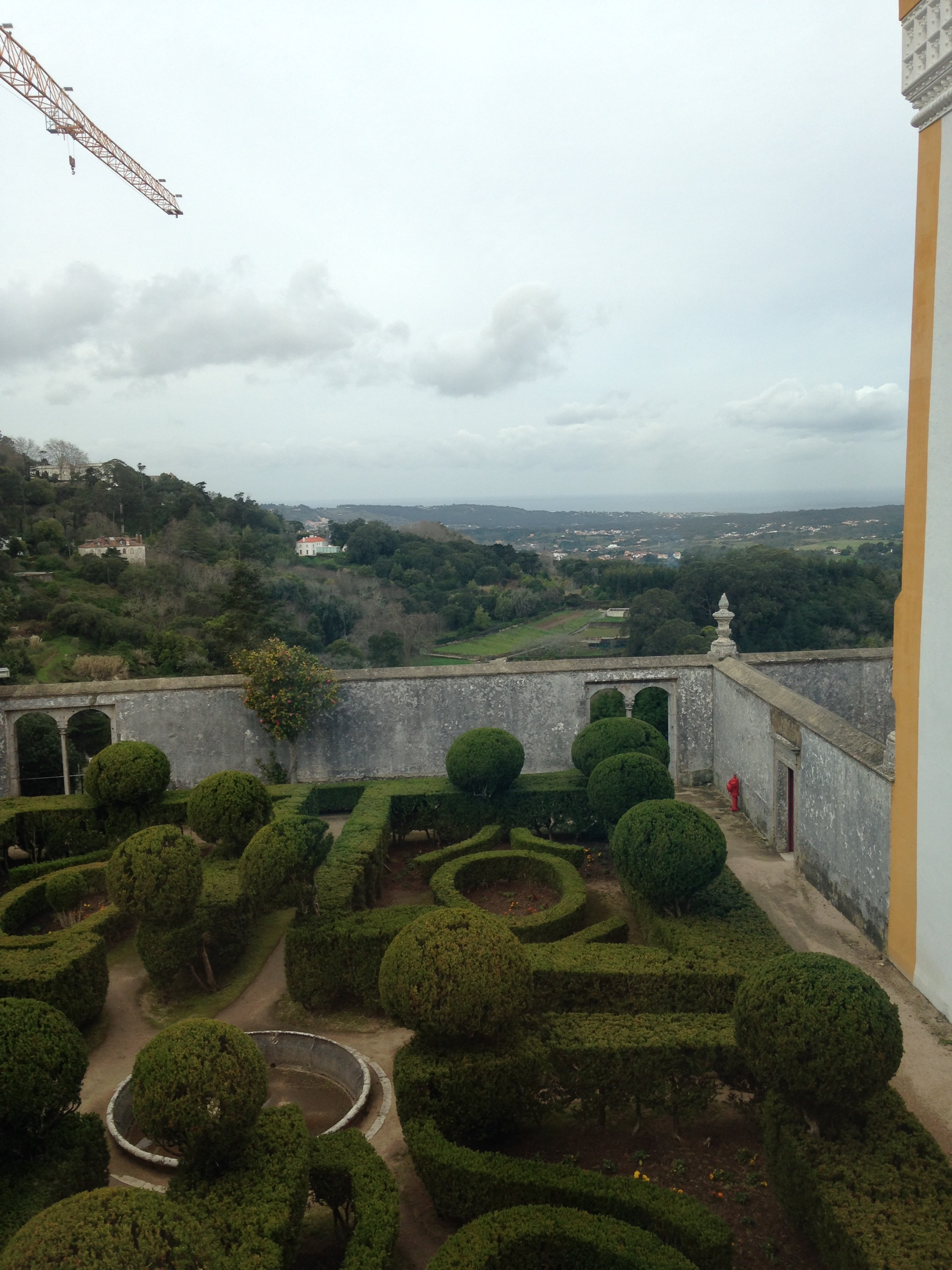
Jardin du palais de Sintra

Le Palais national de Sintra – également connu sous le nom de Palácio da Vila (Palais du Bourg) et aussi appelé Palais Royal – constitue l'un des principaux monuments de la ville de Sintra au Portugal ; ses deux cheminées coniques blanches hautes de 33 mètres lui donnent une silhouette tout à fait singulière et en font, de ce fait, le symbole de la ville.
Très probablement élevé sur les fondations de la résidence des walis musulmans, il fut le palais des rois portugais dès l'époque de la Reconquête chrétienne. C'est cependant à Don João I (1356-1433) et à Manuel Ier (1469-1521) que l'on doit les grands travaux qui ont donné au palais l'aspect général qu'il présente aujourd'hui.
Ébranlé par le grand tremblement de terre de 1755, il fut aussitôt reconstruit « à l'ancienne », selon le terme de G. Baretti, un voyageur italien qui le visita cinq ans après la catastrophe.

## Historique
Aux XIXe et au XXe siècles il fut l'objet de remaniements, en particulier la démolition des bâtiments qui fermaient la place Rainha D. Amélia, côté sud et côté ouest. Très utilisé au Moyen Âge comme résidence royale de chasse dans la Serra de Sintra ou comme refuge aux époques de peste, le palais fut toujours fréquenté par les monarques au long de l'Histoire du Portugal, à l'exception de D. João V (1689-1750) qui le considérait comme « ce beau palais des rois d'autrefois ».
D. João I, dans le premier quart du XVe siècle, sans doute après son retour de la conquête de Ceuta au Maroc, reconstruisit le palais. La configuration qu'il lui donna fut modifiée un siècle plus tard par l'adjonction de l'importante aile manuéline. C'est aussi à Manuel D. que l'on doit le caractère mudéjar qui ajoute beaucoup de magnificence au palais.
D. João III (1502-1557) lui ajouta encore quelques éléments Renaissance, qui en firent, de plus en plus, une construction composite. Soulignons les divers plafonds symboliques, les azulejos du XVIe siècle qui constituent la plus grande collection d'Europe et une multitude d'éléments mudéjars comme portes et fenêtres géminées à encadrements mauresques, arcs outrepassés à intrados polylobés ou zizagués, merlons dentés…

## Musée
Devenu musée en 1940, le palais a gardé une partie du mobilier du temps des derniers rois. Le reste provient d'autres palais et musées nationaux ou a été acquis en 1939-1940.